# Zords in Power Rangers in Space
De Zords uit de televisieserie Power Rangers in Space zijn voornamelijk ruimteschepen. Ze werden bewaard in een baan rond de Aarde of in een hangar op Jupiters maan Ganymede.

## Astro Megaship
Power Rangers in Space was de eerste serie waarin de Rangers niet vanaf het begin elk een individuele Zord hadden (later kregen ze er wel een). In plaats daarvan was het Astro Megaship, waarmee de Rangers de ruimte doorreisden en wat ook hun hoofdkwartier was, hun primaire zord. Het Astro Megaschip was gebouwd op KO-35 en in het bezit van Andros. Gecombineerd met de NASADA spaceschuttle genaamd de Astro Megashuttle kon het schip veranderen in een megazord. Het schip zelf was bewapend met lasers.
Het schip had een boordcomputer genaamd D.E.C.A. die communiceerde met de Rangers over de toestand van het schip.
Het Astro Megaship was de enige van de Zords uit de serie die de serie overleefde. Het schip kwam ook weer voor in de erop volgende serie Power Rangers: Lost Galaxy, waarin het schip inmiddels een museum was aan boord van de ruimtekolonie Terra Venture. Het schip werd echter al snel door de nieuwe Galaxy Rangers gebruikt als primair transportmiddel. In de finale van Power Rangers: Lost Galaxy werd het schip opgeblazen om Trakeena tegen te houden.
Later, in de aflevering Forever Red, verscheen een nieuwere versie van het Astro Megaship: het Astro Megaship Mark II.

### Astro Megazord
De Astro Megazord was de primaire megazord van de Rangers. Het grootste deel van de megazord werd gevormd door het Astro Megaship. Alleen het hoofd werd gevormd door de NASADA spaceshuttle. De Astro Megazord was onder andere bewapend met de Astro Megazord Blaster, Astro Megazord Saber en Astro Megazord Shield. Het zwaard had meerdere functies. Zo kon het worden opgeladen met energie voor een extra sterke klap, een energiezweep vormen en naar een monster worden gegooid.
De Astro Megazord werd ook gebruikt in Power Rangers: Lost Galaxy in het gevecht met de roze Psycho Ranger.

## Delta Megaship
In hun zoektocht naar Zordon kwamen de rangers de Phantom Ranger weer tegen. Hij gaf hun het Delta Megaship, een schip vrijwel identiek aan het Astro Megaship, alleen zwart gekleurd. Het schip werd echter vernietigd in een gevecht met Red Eclipter.

### Delta Megazord
Het Delta Megaship kon transformeren in de Delta Megazord. De Delta Megazords voornaamste wapens waren de vuurwapens aan zijn handen genaamd Gyro-Blasters.

### Astro Delta Megazord
De Astro en Delta Megazords konden combineren tot de Astro Delta Megazord. Deze megazord was bewapend met zware schouderkanonnen en kon zijn vuisten lanceren als raketten, een techniek die de Flying Power Punch werd genoemd.

## Mega Vehicles
De Mega Vehicles waren de vijf individuele Zords van de Rangers. Ze werden gevonden in een hangar op Jupiter’s maan nadat Andros enkele sleutelkaarten van Zordon had bemachtigd op de planeet Onyx.
- Mega V1 ("Robo Voyager") een mensachtige robot die raketten kon afvuren van zijn schouders. Werd bestuurd door Andros.

- Mega V2 ("Shuttle Voyager") een spaceshuttle voertuig. Kon lasers afvuren vanaf zijn vleugels. Werd bestuurd door Carlos.

- Mega V3 ("Rocket Voyager") een enorm raketachtig voertuig bestuurd door T.J.

- Mega V4 ("Saucer Voyager") een vliegende schotel die eveneens lasers kon afvuren. Bestuurd door Ashley.

- Mega V5 ("Tank Voyager") een tank bewapend met twee kanonnen. Werd bestuurd door Cassie.

### Mega Voyager
De combinatie van de Mega Vehicles. Mega V1 vormd de onderkant van de torso. V2 het schild en hoofd. V3 de benen, bovenkant van de torso en het primaire wapen van de megazord. V4 de armen en borstplaat en V5 de voeten. De Mega Voyager is tot dusver de enige megazord combinatie zonder het woord “Megazord” in zijn naam. Sterker nog: de naam is identiek aan zijn tegenhanger uit Denji Sentai Megaranger. De Mega Voyager gebruikte de raket van V3 als primaire wapen. Daarnaast kon hij ook het zwaard van de Astro Megazord hanteren en beschikte over vier laserkanonnen. De Mega Voyager werd vernietigd in het gevecht met Astronema’s leger.

## Mega Winger
De persoonlijke Zord van de Zilveren Ranger Zhane, en een geschenk van de rebellen van KO-35. De Mega Winger kon veranderen van ruimteschip naar krijger mode. De Megawinger werd zwaar beschadigd gedurende Countdown to Destruction, en het is niet bekend of hij weer gerepareerd is.

### Winged Mega Voyager
De Mega Voyager kon combineren met de Mega Winger om de Winged Mega Voyager te worden. In deze mode kon hij vliegen en luchtaanvallen uitvoeren.